# Kekutsu
Die Kekutsu　(jap. 毛靴, dt. „Fellschuhe“) oder Kutsu ist eine Schutzwaffe aus Japan.

## Beschreibung
Die Kekutsu bestehen in der Regel aus Bärenfell und -leder sowie aus Stoffen wie Brokat. Sie sind wie normale Schuhe gearbeitet, bei denen sich das Bärenfell außen befindet. Der Teil um den Knöchel besteht aus Brokat und sie haben eine Schuhsohle, die mit Lack behandelt ist. Die Schuhe sind groß genug gearbeitet, um sie über die normalen Tabi oder die gepanzerten Kōgake- und Kusari-Tabi anzuziehen.